# Wärmetherapie
Die Wärmetherapie, auch Thermotherapie genannt, nutzt die heilende Kraft von Wärme. Sie hat eine lange Geschichte und ihren Ursprung in verschiedenen Kulturen. Die moderne Wärmetherapie wird zur Behandlung von Schmerzen, Muskelverspannungen und verschiedenen gesundheitlichen Beschwerden genutzt. Durch die gezielte Anwendung von Wärme werden positive Effekte auf den Körper erzielt, von der Entspannung der Muskulatur bis zur Förderung der Durchblutung.

## Grundlagen der Wärmetherapie
Die Grundlagen der Wärmetherapie beruhen auf den physiologischen Reaktionen des Körpers auf Wärme. Durch die gezielte Anwendung von Wärme können verschiedene positive Effekte erzielt werden, die sich auf die Durchblutung, Muskelentspannung und Schmerzlinderung auswirken. Hier sind die grundlegenden Prinzipien der Wärmetherapie im Detail:
1. Erweiterung der Blutgefäße (Vasodilatation):
  - Wärme führt zur Erweiterung der Blutgefäße (Vasodilatation), was den Blutfluss in den betroffenen Gebieten erhöht.
  - Dieser verbesserte Blutfluss versorgt das Gewebe mit mehr Sauerstoff und Nährstoffen, was die Regeneration und Heilung fördert.
2. Muskelentspannung:
  - Wärme hilft, die Muskulatur zu entspannen, indem sie die Spannung und Steifheit reduziert.
  - Die erhöhte Temperatur führt zur Dehnung von Muskelfasern und Sehnen, was die Flexibilität und Beweglichkeit verbessert.
3. Förderung des Stoffwechsels:
  - Die gesteigerte Durchblutung durch Wärmetherapie erhöht den Stoffwechsel in den behandelten Bereichen.
  - Ein beschleunigter Stoffwechsel unterstützt den Abbau von Stoffwechselprodukten und trägt zur Reduzierung von Entzündungen bei.
4. Schmerzlinderung:
  - Wärme wirkt schmerzlindernd, indem sie die Schmerzrezeptoren beeinflusst und die Schmerzempfindung verringert.
  - Darüber hinaus fördert sie die Freisetzung von Endorphinen, also körpereigenen schmerzlindernden Substanzen.
5. Verbesserung der Gelenkbeweglichkeit:
  - Die Muskelentspannung und die Erhöhung der Gelenktemperatur durch Wärme tragen zur Verbesserung der Beweglichkeit bei.
  - Besonders bei Erkrankungen wie Arthritis kann die Wärmetherapie die Gelenkbeweglichkeit positiv beeinflussen.
6. Entspannung des Nervensystems:
  - Die Wärme wirkt sich positiv auf das autonome Nervensystem aus, was zu einer allgemeinen Entspannung des Körpers beiträgt.
  - Dies kann stressbedingte Spannungen abbauen und das allgemeine Wohlbefinden steigern.[2][3]

## Anwendungen der Wärmetherapie
Die Anwendungen der Wärmetherapie sind vielfältig und reichen von der Linderung von Muskelverspannungen bis zur Rehabilitation von Sportverletzungen. Beispiele für häufige Anwendungen sind:
1. Muskelverspannungen und -schmerzen: Wärmetherapie wird oft zur Linderung von Muskelverspannungen und -schmerzen eingesetzt. Die Wärme erhöht die Durchblutung im betroffenen Bereich, was zu einer verbesserten Sauerstoffversorgung der Muskeln führt. Dies hilft, die Muskulatur zu lockern und Schmerzen zu lindern.
2. Arthritis: Personen mit Arthritis erfahren oft Erleichterung durch die Anwendung von Wärme auf betroffene Gelenke. Die Wärme hilft, die Gelenke zu entspannen und steife Muskeln zu lockern. Dies kann Schmerzen lindern und die Beweglichkeit der Gelenke verbessern.[6]
3. Menstruationsbeschwerden: Wärmetherapie kann Frauen mit Menstruationsbeschwerden helfen. Die Wärme fördert die Durchblutung im Unterleib, was Krämpfe und Schmerzen lindern kann. Warme Kompressen oder Wärmepads werden häufig auf den Bauchbereich angewendet.
4. Sportverletzungen: Sportler nutzen Wärmetherapie oft zur Rehabilitation von Verletzungen. Die Wärme fördert die Heilung von Muskeln, Sehnen und Bändern, die bei Sportverletzungen betroffen sind. Sie kann auch dazu beitragen, die Flexibilität der Muskeln zu verbessern.[7]
5. Rückenschmerzen: Wärmetherapie ist eine häufige Methode zur Linderung von Rückenschmerzen. Die Wärme entspannt die Muskulatur im Rückenbereich, reduziert Entzündungen und fördert die Durchblutung. Dies kann dazu beitragen, Rückenschmerzen zu lindern.
6. Entspannung und Stressabbau: Wärmetherapie wird auch zur allgemeinen Entspannung und zum Stressabbau eingesetzt. Die angenehme Wärme wirkt beruhigend auf das Nervensystem, reduziert Stresshormone und fördert ein allgemeines Gefühl der Entspannung.

## Limitationen der Wärmetherapie
Obwohl die Wärmetherapie viele Vorteile bietet, gibt es auch Situationen, in denen sie nicht geeignet oder kontraindiziert ist. Hier sind einige Fälle, in denen Wärmetherapie vermieden oder mit Vorsicht angewendet werden sollte:
- Akute Verletzungen: Wärmetherapie ist nicht für akute Verletzungen wie frische Muskelzerrungen oder -risse geeignet. In solchen Fällen kann Kälteanwendung (Kryotherapie) eher empfohlen werden, um Entzündungen zu reduzieren.
- Entzündliche Erkrankungen: Bei akuten entzündlichen Erkrankungen wie Rheuma während eines Schubs sollte Wärmetherapie vermieden werden, da Wärme den Entzündungsprozess verstärken könnte.
- Offene Wunden oder frische Operationen: Direkte Anwendung von Wärme auf offene Wunden oder nach einer frischen Operation kann die Heilung beeinträchtigen und Infektionsrisiken erhöhen.
- Fieberzustände: Bei Fieber oder akuten Infektionen sollte auf die Anwendung von Wärmetherapie verzichtet werden, um die Körpertemperatur nicht weiter zu erhöhen.
- Nervenschäden: Personen mit eingeschränktem Temperaturempfinden aufgrund von Nervenschäden sollten vorsichtig sein, da sie möglicherweise nicht in der Lage sind, übermäßige Wärme zu erkennen, was zu Verbrennungen führen könnte.
- Kardiovaskuläre Probleme: Bei Personen mit kardiovaskulären Erkrankungen, insbesondere solchen mit eingeschränkter Blutzirkulation, sollte die Wärmetherapie mit Vorsicht angewendet werden, um Überhitzung zu vermeiden.
- Schwangerschaft: Schwangere Frauen sollten vor der Anwendung von Wärmetherapie ihren Arzt konsultieren, um sicherzustellen, dass keine Risiken für das ungeborene Kind bestehen.
- Hauterkrankungen: Personen mit Hauterkrankungen, offenen Geschwüren oder Hautsensibilität sollten auf die Anwendung von Wärmetherapie verzichten, um Hautirritationen oder -schäden zu vermeiden.

## Kältetherapie (Auszug)
Neben der Wärmetherapie besteht eine weitere Therapiemöglichkeit mit Hilfe von gezielter Kühlung der Körperbereichen. Die Kältetherapie, auch als Kryotherapie bekannt, ist eine medizinische Anwendung von Kälte zur Behandlung verschiedener Zustände, Verletzungen oder Beschwerden. Diese Therapie nutzt die physiologischen Reaktionen des Körpers auf Kälte, um schmerzlindernde, entzündungshemmende und rehabilitative Effekte zu erzielen.
Vollständiger Artikel unter: Kryotherapie

## Lösungen zur modernen Wärmetherapie
Moderne Lösungen für die Wärmetherapie integrieren fortschrittliche Technologien und Designprinzipien, um eine effektive, sichere und komfortable Anwendung von Wärme zu ermöglichen. Im Folgende ist die Übersicht der modernen Lösungen für Wärmetherapie dargestellt:
1. Intelligente Wärmegürtel:
  - Diese fortschrittlichen Wärmegürtel sind mit Sensoren ausgestattet, die die Körper- und Umgebungstemperatur messen. Die Daten werden verwendet, um die Wärmezufuhr automatisch zu regulieren.
  - Intelligente Algorithmen ermöglichen eine personalisierte Anpassung der Wärme, indem sie sich an individuelle Bedürfnisse und Temperaturempfindlichkeiten anpassen.
  - Einige Modelle sind über Bluetooth oder WLAN mit Smartphone-Apps verbunden, was es Benutzern ermöglicht, die Einstellungen und den Betrieb des Wärmegürtels über mobile Geräte zu steuern.
2. Infrarot-Wärmegeräte:
  - Infrarot-Wärmegeräte verwenden Infrarotstrahlung, um Wärme in tiefere Gewebeschichten zu übertragen.
  - Die Modelle sind tragbar, leicht und einfach zu bedienen. Sie bieten oft verschiedene Temperaturstufen und Timer-Funktionen.
  - Einige Infrarot-Wärmegeräte sind ergonomisch gestaltet und können gezielt auf bestimmte Körperpartien ausgerichtet werden.
3. Elektrische Heizdecken:
  - Moderne elektrische Heizdecken bieten programmierbare Temperaturkontrollen und zeiteinstellbare Funktionen.
  - Einige Modelle verfügen über zonenspezifische Wärmezonen, um die Wärme gezielt auf bestimmte Körperbereiche zu konzentrieren.
  - Fortschrittliche Sicherheitsfunktionen wie Überhitzungsschutz und automatische Abschaltung tragen zur Benutzersicherheit bei.
4. Mobile Wärmegeräte:
  - Kleine, tragbare Wärmegeräte ermöglichen eine flexible Anwendung von Wärme unterwegs.
  - Aufladbare Modelle sind praktisch und können überall verwendet werden, ohne auf eine Steckdose angewiesen zu sein.
5. Wärmepflaster mit neuen Materialien:
  - Moderne Wärmepflaster nutzen innovative Materialien wie Hydrogel, das eine gleichmäßige und kontrollierte Wärmeabgabe ermöglicht.
  - Einige Pflaster sind dünn und flexibel, was eine diskrete Anwendung ermöglicht, während andere speziell geformt sind, um bestimmte Körperpartien zu umschließen.
6. Magnetresonanz-Wärmetherapie:
  - Diese fortschrittliche Technologie kombiniert Wärme mit Magnetresonanz, um tiefere Gewebeschichten zu erreichen und die therapeutischen Effekte zu verstärken.
  - Magnetresonanz-Wärmetherapiegeräte sind oft als Sitzauflagen oder Matratzenauflagen konzipiert.[10]